# Jankiel Herszkowicz

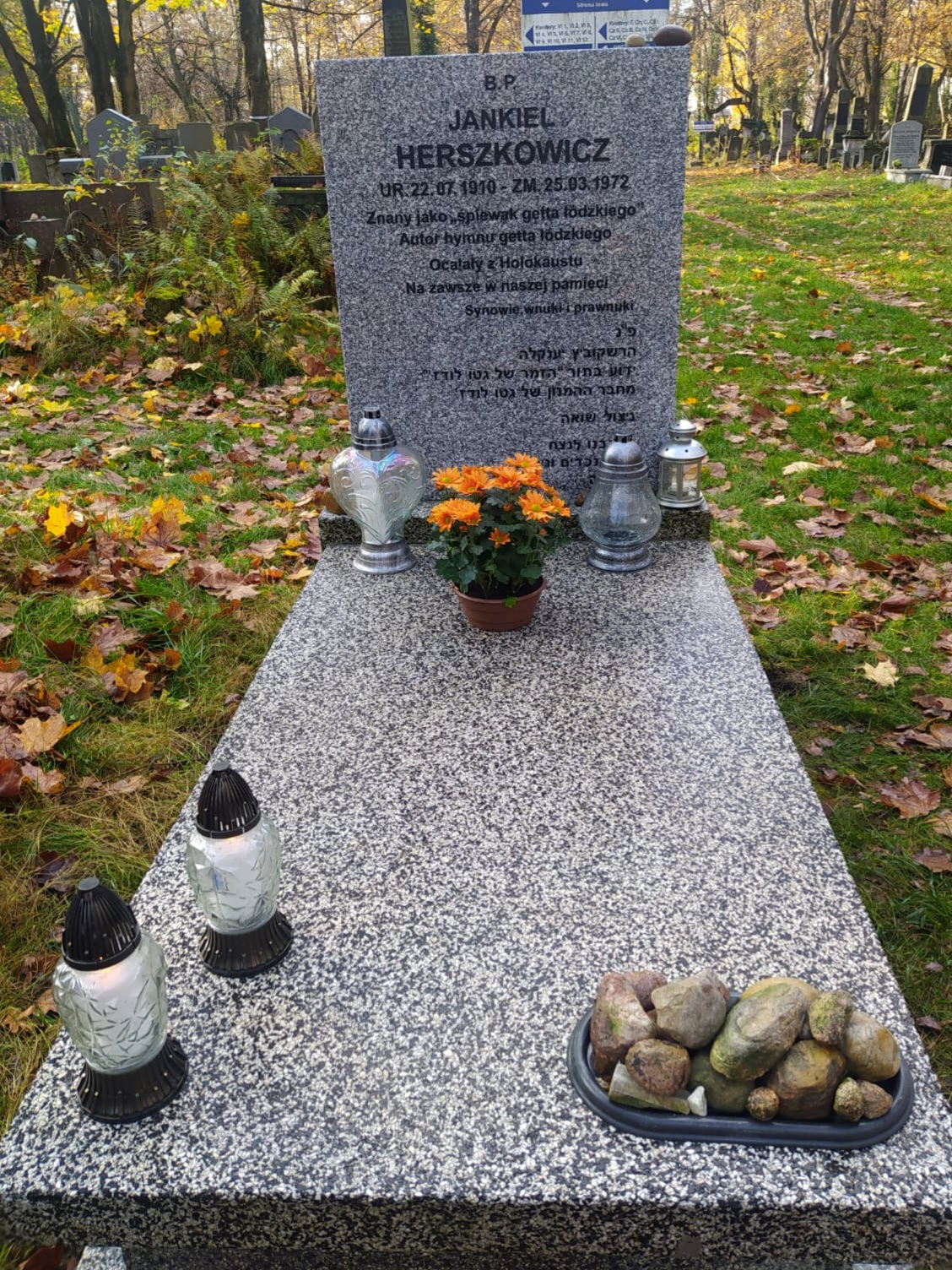
Grób Jankiela Herszkowicza na nowym cmentarzu żydowskim w Łodzi; do I poł. 2012 znajdował się na cm. komunalnym „B” na Dołachpochówek.

Jankiel (Jakub) Herszkowicz (ur. 22 lipca 1910 w Opatowie, zm. 25 marca 1972 w Łodzi) – autor piosenek i wokalista żydowskiego pochodzenia, uliczny pieśniarz znany jako „śpiewak łódzkiego getta”. Z zawodu krawiec.
Tworzył proste, satyryczne i prześmiewcze piosenki w jidysz, do ludowych melodii, mówiące o życiu w getcie. Swoją twórczość prezentował przechodniom na ulicach Litzmannstadt Ghetto. Od końca 1941 roku występował w duecie z Karolem Rozencwajgiem, który akompaniował mu na gitarze lub cytrze.

## Życie
Jankiel Herszkowicz urodził się w Opatowie, do Łodzi przeprowadził się z całą rodziną tuż przed wybuchem II wojny światowej, w roku 1938. Wraz z całą rodziną był więźniem łódzkiego getta. Jego rodzice i najmłodszy brat zostali we wrześniu 1942, podczas tzw. wielkiej szpery, wywiezieni do obozu zagłady w Chełmnie nad Nerem i tam zamordowani.
Jankiel Herszkowicz dopiero podczas pobytu w getcie zaczął pisać, komponować i wykonywać swoje piosenki na ulicach. Początkowo z tego się utrzymywał. Po wielkiej szperze zmuszony został do zaprzestania koncertów ulicznych. Podjął pracę m.in. w sklepie, piekarni, drukarni (przy dzisiejszej ul. Wojska Polskiego 10) i tu, w miejscu pracy, kontynuował swoją działalność piosenkarską. W sierpniu 1944, podczas likwidacji getta, został wywieziony do obozu koncentracyjnego KL Auschwitz-Birkenau, a stamtąd do obozu pracy w Brunszwiku.
Po wojnie powrócił do Łodzi i nadal zajmował się tworzeniem piosenek. W 1966 jego utwory zostały nagrane przez rozgłośnię Polskiego Radia w Łodzi, jedna z nich zachowała się w taśmotece łódzkiej rozgłośni Polskiego Radia).
Ożenił się i miał dwóch synów.
Po antysemickich wydarzeniach w marcu 1968 w Polsce, kiedy wielu Polaków żydowskiego pochodzenia emigrowało dobrowolnie, lub zostało do tego zmuszonych, pozostał w kraju. Jednak nie czuł się tutaj bezpiecznie. W 1972 popełnił w pracy samobójstwo. Jego szczątki spoczywają na nowym cmentarzu żydowskim w Łodzi przy ul. Brackiej.

## Twórczość
Wybrane utwory Jankiela Herszkowicza:
- „Hunger-marsh” (wiosna 1940) – utwór opisujący zamieszki w getcie spowodowane brakiem żywności, które miały miejsce wiosną 1940 roku[6]
- „Geto, getunya” (1940) – piosenka nawiązuje do wydarzeń w getcie latem 1940 roku, kiedy to miały miejsce protesty przeciwko Chaimowi Rumkowskiemu; po wojnie utwór był wykonywany przez Jakuba Rotenberga, a w 1984 roku wykonanie to zostało zarejestrowane przez Gilę Flam[7][8]
- „Kartofl” (1942) – satyryczna piosenka adresowana do kartofla, warzywa które stanowiło podstawę żywności głodujących więźniów getta[9]
- „Rumkovski Khayim” – satyra na Chaima Rumkowskiego, Przełożonego (Prezesa) Starszeństwa Żydów w łódzkim getcie (czyli łódzkiego Judenratu); po wojnie została m.in. nagrana przez klezmerską grupę Brave Old World i znalazła się na ich albumie Song of the Łódź Ghetto (2006)[10]
- „Shtubn Elster” – utwór powstały w czasie pobytu J. Herszkowicza w obozie koncentracyjnym Auschwitz-Birkenau[11]

## Upamiętnienie
W 1999 roku powstał animowany, 50-minutowy film Król i błazen (The King and the Jester: a Soul Song to Ghetto Lodz) w reżyserii Elada Dana i Yosi Godarda, z muzyką Avi Binyamina. Tytułowymi bohaterami filmu są Chaim Rumkowski i Jankiel Herszkowicz.
5 września 2012 roku, z okazji obchodów 70. rocznicy „Wielkiej Szpery”, w Muzeum Kinematografii w Łodzi miała miejsce polska premiera filmu Davida Kaufmana pt. Song of the Lodz Ghetto: Documentary celebrates Polish rebel troubadour, o życiu i twórczości Jankiela Herszkowicza.